# Wysoka Kopa
Die Wysoka Kopa (deutsch: Hinterberg oder Grüne Koppe) ist ein 1128 m hoher Berg im schlesischen Teil des Isergebirges in Polen. Die Wysoka Kopa ist der höchste Berg des Isergebirges, sie befindet sich am Massiv der Zielona Kopa.

## Beschreibung
Der Fluss Queis entspringt in mehreren Quellbächen am Hohen Iserkamm am Nordosthang der Wysoka Kopa. In der Regel liegt bis Mai Schnee auf dem Gipfel. Unterhalb des Gipfels führt der Sudeten-Hauptwanderweg. Unweit von hier befindet sich das Quarzbergwerk Stanisław.